# 莫里斯海岬
74°54′S 134°50′W / 74.900°S 134.833°W
莫里斯海岬（英語：Morris Head）是南極洲的海岬，位於瑪麗伯德地，是麥當勞高地的東北端，以美國海軍的軍需官命名，現時由南極條約體系管理。